# Ipomoea meyeri
Ipomoea meyeri ist eine Pflanzenart aus der Gattung der Prunkwinden (Ipomoea) aus der Familie der Windengewächse (Convolvulaceae). Sie kommt auf den Westindischen Inseln sowie in Mittel- und Südamerika vor.

## Beschreibung
Ipomoea meyeri ist eine kletternde Pflanze mit kurzen, schlanken Stängeln, die unbehaart bis leicht behaart sind. Die unbehaarten Laubblätter sind breit eiförmig und 4 bis 10 cm lang. Der Blattrand ist ganzrandig oder speerförmig dreilappig geteilt, die Basis ist herzförmig, nach vorn hin sind die Blätter spitz bis spitz zulaufend.
Die Blütezeit der Art reicht von November bis Februar. Wenige bis mehrere Blüten stehen in einem zymösen Blütenstand dessen Blütenstandsstiel in etwa gleich lang wie die Blütenstiele ist. Die Kelchblätter sind lang-lanzettlich, zur Spitze hin lang-linealisch, 10 bis 20 mm lang und mit abstehenden Trichomen fein bis borstig behaart. Die Krone ist 2 bis 3 cm lang, sie ist blau bis violett gefärbt und besitzt einen weißen Schlund.
Die Früchte sind kugelförmige Kapseln mit einem Durchmesser von etwa 8 mm. Die Samen sind dicht mit kurzen Trichomen behaart.

## Vorkommen
Ipomoea meyeri kommt auf den Westindischen Inseln sowie im südlichen Mexiko über Panama bis ins nördliche Südamerika vor.

## Systematik
Innerhalb der Gattung der Prunkwinden (Ipomoea) wird die Art in die Serie Heterophyllae der Sektion Pharbitis eingeordnet.